# باربرواران
باربرواران (نام علمی: Homoloidea) نام یک بالاخانواده از فروراسته خرچنگ است.